# Oleg Kholkovskiy
Oleg Aleksandrovič Kholkovskiy (in russo Олег Александрович Холковский?; 5 agosto 1975) è un ex calciatore kirghiso, di ruolo centrocampista.

## Statistiche

### Cronologia presenze e reti in Nazionale
| Cronologia completa delle presenze e delle reti in nazionale ― Kirghizistan | Cronologia completa delle presenze e delle reti in nazionale ― Kirghizistan | Cronologia completa delle presenze e delle reti in nazionale ― Kirghizistan | Cronologia completa delle presenze e delle reti in nazionale ― Kirghizistan | Cronologia completa delle presenze e delle reti in nazionale ― Kirghizistan | Cronologia completa delle presenze e delle reti in nazionale ― Kirghizistan | Cronologia completa delle presenze e delle reti in nazionale ― Kirghizistan | Cronologia completa delle presenze e delle reti in nazionale ― Kirghizistan |
| Data                                                                        | Città                                                                       | In casa                                                                     | Risultato                                                                   | Ospiti                                                                      | Competizione                                                                | Reti                                                                        | Note                                                                        |
| --------------------------------------------------------------------------- | --------------------------------------------------------------------------- | --------------------------------------------------------------------------- | --------------------------------------------------------------------------- | --------------------------------------------------------------------------- | --------------------------------------------------------------------------- | --------------------------------------------------------------------------- | --------------------------------------------------------------------------- |
| 3-2-2001                                                                    | Singapore                                                                   | Singapore                                                                   | 0 – 1                                                                       | Kirghizistan                                                                | Qual. Mondiali 2002                                                         | -                                                                           | 92’                                                                         |
| 9-2-2001                                                                    | Singapore                                                                   | Kirghizistan                                                                | 0 – 3                                                                       | Kuwait                                                                      | Qual. Mondiali 2002                                                         | -                                                                           | 80’                                                                         |
| 24-2-2001                                                                   | Madinat al-Kuwait                                                           | Kuwait                                                                      | 2 – 0                                                                       | Kirghizistan                                                                | Qual. Mondiali 2002                                                         | -                                                                           | 88’                                                                         |
| 27-2-2001                                                                   | Madinat al-Kuwait                                                           | Kirghizistan                                                                | 1 – 1                                                                       | Singapore                                                                   | Qual. Mondiali 2002                                                         | -                                                                           | 77’                                                                         |
| 4-6-2004                                                                    | Doha                                                                        | Qatar                                                                       | 0 – 0                                                                       | Kirghizistan                                                                | Amichevole                                                                  | -                                                                           | 84’                                                                         |
| 9-6-2004                                                                    | Al Muharraq                                                                 | Bahrein                                                                     | 5 – 0                                                                       | Kirghizistan                                                                | Qual. Mondiali 2006                                                         | -                                                                           | 70’                                                                         |
| 8-9-2004                                                                    | Biškek                                                                      | Kirghizistan                                                                | 1 – 2                                                                       | Bahrein                                                                     | Qual. Mondiali 2006                                                         | -                                                                           | 46’                                                                         |
| 13-10-2004                                                                  | Dušanbe                                                                     | Tagikistan                                                                  | 2 – 1                                                                       | Kirghizistan                                                                | Qual. Mondiali 2006                                                         | -                                                                           |                                                                             |
| 10-11-2004                                                                  | Madinat al-Kuwait                                                           | Kuwait                                                                      | 3 – 0                                                                       | Kirghizistan                                                                | Amichevole                                                                  | -                                                                           | 46’ 47’                                                                     |
| 17-11-2004                                                                  | Damasco                                                                     | Siria                                                                       | 0 – 1                                                                       | Kirghizistan                                                                | Qual. Mondiali 2006                                                         | -                                                                           | 91’                                                                         |
| Totale                                                                      |                                                                             | Presenze                                                                    | 10                                                                          |                                                                             | Reti                                                                        | 0                                                                           |                                                                             |